# Alstonia angustiloba
Alstonia angustiloba là một loài thực vật có hoa trong họ La bố ma. Loài này được Miq. mô tả khoa học đầu tiên năm 1857.